# Hamdi Laachir
Hamdi Laachir (en arabe : حمدي لعشير), né le 13 juin 1987 à Salé (Maroc) est un footballeur marocain évoluant dans le club de l'IR Tanger. Il joue au poste d'attaquant.

## Biographie
Il participe à plusieurs reprises à la Coupe de la confédération avec le club de la RS Berkane. Lors de la saison 2019-2020, il se met en évidence en inscrivant cinq buts dans cette compétition. Son équipe l'emporte en finale face au club égyptien du Pyramids FC.

## Palmarès
RS Berkane
- Coupe du Maroc (1) :
  - Vainqueur : 2018.

- Coupe de la confédération (1) :
  - Vainqueur : 2019-20.
  - Finaliste : 2018-19.